# Торсуєв Юрій Юрійович
Юрій Юрійович Торсуєв (нар. 22 квітня 1966, Москва) — радянський і російський актор.
Здобув широку популярність у 1980 році після виходу на екрани дитячого художнього фільму «Пригоди Електроніка», в якому він виконав одну з головних ролей — школяра-піонера Сергія Сироїжкіна, а його брат-близнюк Володимир Торсуєв — Електроніка.
Фігурант бази даних центру «Миротворець».

## Життєпис
Народився 22 квітня 1966 року у Москві сім'ї секретаря ЦК ВЛКСМ Юрія Торсуєва (1929—2003) та економістки Ольги Торсуєвої (нар. 1929). Брат-близнюк — Володимир Торсуєв. Отримав ім'я на честь першого радянського космонавта Юрія Гагаріна, який був товаришем його батька.
Закінчив школу № 23, вступив до Московського поліграфічного інституту, але був відрахований на першому курсі, після чого вступив до автошколи ДТСААФ, працював на хлібзаводі. Служив у лавах Радянській армії у Солнечногорську. Після цього вступив до Інституту країн Азії та Африки Московського державного університету, але не закінчив і його. Працював на кіностудії «ТриТе», пізніше знявся ще в кількох художніх фільмах.

### Родина
- Син — Микита Торсуєв (нар. 2003),
- Донька — Анастасія Торсуєва.

## Фільмографія
- 1979 — «Пригоди Електроніка» — Сергій (Сєрьожа) Сироїжкін (озвучує Ірина Гришина, вокал Олена Камбурова)
- 1983 — «Незнайка з нашого двору» — Чарівник (озвучує Ігор Апасян)
- 1991 — «Російські брати» — Іван
- 1994 — «Венеціанське дзеркало»
- 2010 — «Відділ („Ден“)» — Старигін
- 2011 — «Час щастя 2» — Джордж, представник Нью-Йоркської галереї в Москві
- 2012 — «Після школи» — представник клубу ЦСКА
- 2012 — «Без терміну давності» (22-а серія «Важка дитина») — Лаврентій Олександрович Канторович
- 2014 — «Кодекс честі»
- 2014 — «Весь цей джем» — Юра
- 2015 — «Точки опори» (6-та серія) — аферист (лже-Баков)
- 2016 — «Єгор Шилов» — чеченський кілер
- 2016 — «Жіночий детектив»
- 2018 — «Квест Страху»
- 2019 — «Рая знає все» (43-тя серія «Підміна») Єгор  — брат Вадима
- 2022 — «Брат 3»
- 2022 — «Все нормально»  — охоронець
- 2022 — «Чорна весна» — Микола Юрійович Зуєв
- 2023 — «Фішер» — Петро Лаваль

## Нагороди
- 2016 — спеціальна премія «Крапля» за визначний внесок у розвиток жанру хорор в ролі в серіалі «П'ятницький»[3]